# Ghiacciaio Gowan
Il ghiacciaio Gowan (in inglese: Gowan Glacier) è un ghiacciaio lungo circa 28 km situato sulla costa di Zumberge, nella parte occidentale della Terra di Ellsworth, in Antartide. In particolare, il ghiacciaio, il cui punto più alto si trova a circa 1.600 m s.l.m., si trova nella parte settentrionale della dorsale Patrimonio, nelle Montagne di Ellsworth. Da qui, esso fluisce in direzione nord a partire dal versante orientale del picco Cunningham, nella scarpata dei Fondatori, scorrendo lungo il fianco orientale dei nunatak Reuther fino ad unire il proprio flusso a quello del ghiacciaio Minnesota, poco a est del nunatak Benvenuto.

## Storia
Il ghiacciaio Gowan è stato mappato dallo United States Geological Survey grazie a ricognizioni terrestri dello stesso USGS e a fotografie aeree scattate dalla marina militare statunitense (USN) nel periodo 1961-66 ed è stato poi così battezzato dal Comitato consultivo dei nomi antartici in onore del tenente Jimmy L. Gowan, del corpo medico della USN, ufficiale in comando e medico presso la Stazione Plateau nel 1966.